# Гандзюк Ростислав Михайлович
Ростисла́в Миха́йлович Гандзю́к (1 листопада 1967, Касперівці, Заліщицький район, Тернопільська область — 15 квітня 2022, Івано-Франківськ) — український науковець, історик, краєзнавець, член Національної спілки краєзнавців України. Автор, співавтор, упорядник понад 15 книг, путівників, довідників та численних дослідницьких статей у періодичних виданнях.

## Біографія
Народився 1 листопада 1967 в учительській сім'ї Михайла та Марії Гандзюків.
Протягом 1974—1985 років навчався у Касперівській середній школі. У 1985—1992 здобував вищу освіту на історичному факультеті Івано-Франківського педінституту ім. В. Стефаника (тепер — Прикарпатський національний університет).
В 1986—1988 служив в армії, де здобув військовий фах навідника-оператора БМП-1.
Після армії продовжив навчання за спеціальністю «Історія і педагогіка», здобув кваліфікацію учителя історії, суспільствознавства, методиста по виховній роботі.
З лютого 1993 року працював у науково-редакційному відділі «Звід пам'яток історії та культури України. Івано-Франківська область». Пройшов шлях від працівника до заступника та керівника відділу.
15 квітня 2022 року помер після тривалої хвороби.

## Громадська та наукова діяльність
На прохання громад сіл створив герби с. Микитинці та с. Угорники. Організував Музей історії села Микитинці, який діє у Народному домі за адресою м. Івано-Франківськ, с. Микитинці, вул. Зарічна, 75а. Створив Музей села Угорники, який діє у Народному домі за адресою м. Івано-Франківськ, с. Угорники, вул. Просвіти, 4. Створив Музей шани Тараса Шевченка в Івано-Франківську, який діє у приміщенні обласного ВО «Просвіта» за адресою м. Івано-Франківськ, вул. Грушевського, 18.

#### Книги
Гандзюк Р. Надвірна: Історичний нарис від найдавніших часів до наших днів, 1999.
Гандзюк Р. Розстріляне село [Курів]. Івано-Франківськ: Сіверсія МВ, 2004.
Історико-культурна спадщина Прикарпаття, 2006 р. (у співавторстві).
Гандзюк Р. Угорники. Нарис з історії села від найдавніших часів до сьогодення. – Івано-Франківськ: Місто НВ, 2007. – 464с.
Звід пам`яток Івано-Франківської області. Надвірнянський район: енциклопедичне видання у 2 кн. – Івано-Франківськ: Місто НВ, 2012.
Cпівавтор туристичних путівників «Завітайте в Українські Карпати» (1999 р.), «По місцях перебування й увіковічення пам’яті Івана Франка на Прикарпатті» (2006 р., 2016 р.), «Стежками Української повстанської армії» (2008 р.), довідника «Музеї Івано-Франківщини» (2016 р.).

## Сімейний стан
У шлюбі з Оксаною Гандзюк (Лукавецькою) виховав двох доньок — Наталію і Лесю.